# Transaxle
 (septembre 2023).
La mise en forme du texte ne suit pas les recommandations de Wikipédia : il faut le « wikifier ».
Les points d'amélioration suivants sont les cas les plus fréquents. Le détail des points à revoir est peut-être précisé sur la page de discussion.
- Les titres sont pré-formatés par le logiciel. Ils ne sont ni en capitales, ni en gras.
- Le texte ne doit pas être écrit en capitales (les noms de famille non plus), ni en gras, ni en italique, ni en « petit »…
- Le gras n'est utilisé que pour surligner le titre de l'article dans l'introduction, une seule fois.
- L'italique est rarement utilisé : mots en langue étrangère, titres d'œuvres, noms de bateaux, etc.
- Les citations ne sont pas en italique mais en corps de texte normal. Elles sont entourées par des guillemets français : « et ».
- Les listes à puces sont à éviter, des paragraphes rédigés étant largement préférés. Les tableaux sont à réserver à la présentation de données structurées (résultats, etc.).
- Les appels de note de bas de page (petits chiffres en exposant, introduits par l'outil «  Source ») sont à placer entre la fin de phrase et le point final[comme ça].
- Les liens internes (vers d'autres articles de Wikipédia) sont à choisir avec parcimonie. Créez des liens vers des articles approfondissant le sujet. Les termes génériques sans rapport avec le sujet sont à éviter, ainsi que les répétitions de liens vers un même terme.
- Les liens externes sont à placer uniquement dans une section « Liens externes », à la fin de l'article. Ces liens sont à choisir avec parcimonie suivant les règles définies. Si un lien sert de source à l'article, son insertion dans le texte est à faire par les notes de bas de page.
- La présentation des références doit suivre les conventions bibliographiques. Il est recommandé d'utiliser les modèles {{Ouvrage}}, {{Chapitre}}, {{Article}}, {{Lien web}} et/ou {{Bibliographie}}. Le mode d'édition visuel peut mettre en forme automatiquement les références.
- Insérer une infobox (cadre d'informations à droite) n'est pas obligatoire pour parachever la mise en page.

Pour une aide détaillée, merci de consulter Aide:Wikification.
Si vous pensez que ces points ont été résolus, vous pouvez retirer ce bandeau et améliorer la mise en forme d'un autre article.

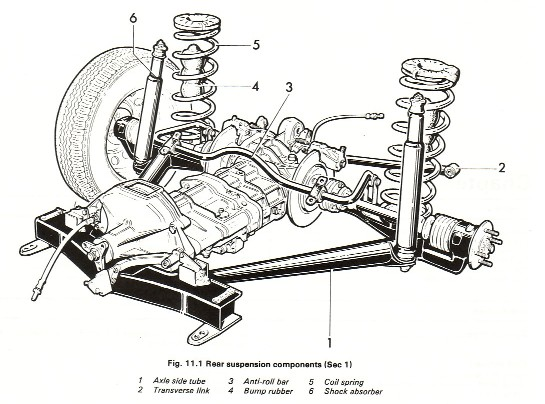
Dessin de la disposition "Alfa Transaxle", avec boîte de vitesses montée en bloc au niveau du différentiel arrière ; on distingue ici des freins intérieurs qui réduisent la masse non suspendue.

Une boîte-pont est un dispositif mécanique qui combine les fonctions de la transmission, de l'essieu et du différentiel d'une automobile en un ensemble intégré unique. Elle peut exister en version manuelle et automatique.

## Boîtes-ponts dans les véhicules où le moteur et la transmission sont du même côté
Les boîtes-ponts sont présentes dans presque toutes les configurations où le moteur et les roues motrices sont à la même extrémité de la voiture: moteur avant/traction avant ; moteur arrière/propulsion arrière ; et dans les configurations à moteur central et à traction arrière.
De nombreux véhicules à moteur central et arrière ont le moteur en position transversale et une boîte-pont, semblable à une unité à traction avant. D'autres ont le moteur en position longitudinale et une boîte-pont. C'est par exemple le cas de la Ferrari Mondial t de 1989, qui utilise un agencement en « T » avec un moteur longitudinal relié à une boîte-pont transversale. Les versions à traction avant des Audi (et marques associées du groupe Volkswagen partageant la même configuration automobile) modernes, à partir de l'A4, utilisent une configuration similaire, mais avec la boîte-pont montée longitudinalement.
La Renault 16 à traction avant avait un moteur longitudinal et une boîte-pont en porte-à-faux à l'avant du moteur. Le carter de boîte-pont a été conçu pour que la couronne de transmission finale puisse être soit d'un côté soit de l'autre du pignon. Cela a permis d'utiliser l'ensemble moteur-boîte-pont dans la Lotus Europa à propulsion arrière, celle-ci ayant son moteur central à l'avant de la boîte-pont.

## Boîtes-ponts dans les véhicules à moteur avant et à traction arrière
Dans les véhicules à moteur avant et à traction arrière, on a tendance à avoir la transmission à l'avant juste après le moteur. Cependant, parfois le moteur avant entraîne une boîte-pont montée à l'arrière. Ce choix, courant sur les voitures de sport, est généralement fait pour satisfaire des contraintes de répartition longitudinale du poids. Un autre avantage est que puisque l'arbre de transmission tourne au régime moteur, il peut être dimensionné que pour n'avoir à supporter que le couple du moteur. Dans l'autre cas, l'arbre doit alors supporter le couple multiplié par le 1er rapport de démultiplication. Cette conception a été lancée dans la Škoda Popular de 1934, puis dans la Lancia Aurelia de 1950, conçue par Vittorio Jano.
En raison d'une masse non suspendue pouvant être excessive, cet emplacement de la boîte de vitesses peut ne pas être adapté dans le cas des essieux moteurs. Dans ce cas, la suspension arrière est soit indépendante, soit utilise un tube de Dion (solution retenue notamment dans certaines Alfa Romeo). De rares exceptions à cette règle étaient les Bugatti T46 et T50, qui avaient une boîte de vitesses à trois vitesses sur un essieu moteur.
Ces véhicules notables ont un moteur avant et une traction arrière avec une conception de boîte-pont:
- 1898–1910 De Dion Bouton
- 1914–1939 Stutz Bearcat
- 1929–1936 Bugatti Type 46
- 1934–1944 Škoda Popular
- 1950–1958 Lancia Aurelia
- 1951–1956 Pegaso Z-102
- 1957–1970 Lancia Flaminia
- 1959–1963 DAF 600
- 1961–1963 Pontiac Tempest
- 1964–1968 Ferrari 275
- 1963–1968 Ferrari 330
- 1968–1973 Ferrari 365 GTB/4 "Daytona"
- 1972–1984 Alfa Romeo Alfetta
- 1974-1987 Alfa Romeo Alfetta GT/GTV and GTV/GTV6
- 1976–1988 Porsche 924
- 1976–1991 Volvo 300 series
- 1977–1985 Alfa Romeo Giulietta (116)
- 1978–1995 Porsche 928
- 1982–1995 Porsche 944 and Porsche 968
- 1984–1987 Alfa Romeo 90
- 1985–1992 Alfa Romeo 75/Milano
- 1989–1991 Alfa Romeo SZ/RZ
- 1992–2003 Ferrari 456
- 1996–2005 Ferrari 550/Ferrari 575M
- 1997–2004 Chevrolet Corvette C5
- 1997–1999 Panoz Esperante GTR-1
- 1997–2002 Plymouth Prowler
- 1998–2005 Shelby Series 1
- 2001-2007 Maserati Coupé et Spyder
- 2004–2016 Aston Martin DB9
- 2004 Peugeot 907 Concept
- 2004–2009 Cadillac XLR
- 2004–2013 Chevrolet Corvette C6
- 2004–2011 Ferrari 612 Scaglietti
- 2004–2012 Maserati Quattroporte
- 2005–2017 Aston Martin V8 Vantage
- 2006–2012 Ferrari 599 GTB Fiorano
- 2007–2010 Alfa Romeo 8C Competizione
- 2007–2019 Maserati GranTurismo I/GranCabrio
- 2007- Nissan GT-R
- 2008–2018 Ferrari California/California T
- 2009–2012 Lexus LFA
- 2010–2020 Aston Martin Rapide
- 2010–2013 Mercedes-Benz SLS AMG
- 2012–date Aston Martin Vanquish
- 2017–date Ferrari F12berlinetta
- 2014–2019 Chevrolet Corvette C7
- 2014–date Mercedes-AMG GT
- 2017–date Ferrari Portofino/Portofino M

Remarque : Les Corvettes C5, C6 et C7, produites dans les années modèles 1997 à 2019, ne comportent pas de boîte-pont intégrée. Leur transmission, essieu et différentiel sont combinés en un seul ensemble. Dans ces modèles la transmission était une unité autonome boulonnée directement au différentiel à l'arrière du véhicule. Alors que beaucoup, y compris General Motors, qualifient cette configuration de "boîte-pont", la première Corvette présentant véritablement une boîte-pont intégrée a été la Corvette de huitième génération, lancée au cours de l'année modèle 2020.

## Boîtes-ponts dans les véhicules à moteur arrière et à traction arrière
Volkswagen, et plus tard Porsche, ont beaucoup utilisé les boîtes-ponts dans leurs véhicules à moteur arrière (et central). Au fil des années, les modèles adoptant cette configuration ont inclus:
- 1921–1925 Rumpler Tropfenwagen
- 1938–2003 Volkswagen Beetle
- 1940–1945 Volkswagen Kübelwagen (Type 82)
- 1941–1944 Volkswagen Schwimmwagen (Type 166)
- 1948–1965 Porsche 356
- 1950–1990 Volkswagen Type 2 T1-T3
- 1955–1974 Volkswagen Karmann Ghia
- 1960–1969 Chevrolet Corvair [2]
- 1961–1973 Volkswagen Type 3
- 1963–1976 Hillman Imp
- 1963–présent Porsche 911
- 1964–1969 Škoda 1000 MB
- 1965–1969, 1976 Porsche 912
- 1967-1973 Matra 530 (moteur central)
- 1967-1973 Lamborghini Miura (moteur central)
- 1968–1974 Volkswagen Type 4
- 1969–1976 Porsche 914 (moteur central)
- 1969–1980 Škoda 100, Škoda 110 R
- 1971-1978 Maserati Bora
- 1971-1992 De Tomaso Pantera
- 1973-1980 Matra Bagheera (moteur central)
- 1975–1989 Porsche 930
- 1976–1990 Škoda 105, Škoda 120, Škoda 130, Škoda Garde, Škoda Rapid (1984)
- 1980-1983 Matra Murena (moteur central)
- 1981–1983 DeLorean
- 1984-1988 Pontiac Fiero (mid-engined)
- 1991-1995/2006-présent Cizeta-Moroder_V16T/Cizeta V16T (moteur central)
- 2013–present Praga R1 (moteur central)
- 2020–present Chevrolet Corvette C8

## Quatre roues motrices
Toutes les voitures Audi équipées de moteurs longitudinaux et du système à quatre roues motrices "quattro", ainsi que leurs marques associées du groupe Volkswagen qui partagent la même configuration, utilisent une boîte-pont. Dans ce cas, la boîte-pont est située immédiatement derrière le moteur monté à l'avant (longitudinalement) et contient la boîte de vitesses (manuelle, automatique, DSG ou CVT), le différentiel central, le différentiel avant ainsi que l'unité de transmission finale.
Les Nissan GT-R et Ferrari FF (et leurs successeurs) ont la particularité d'être des voitures à traction intégrale avec des configurations à moteur avant et des boîtes-ponts montées à l'arrière. Dans la Nissan, un arbre de transmission envoie la puissance à la boîte-pont (qui contient également le différentiel  central) et un autre arbre de transmission renvoie la puissance le long de la voiture vers les roues avant. Chez Ferrari, la boîte-pont arrière fonctionne de manière conventionnelle, tandis que l'entraînement des roues avant provient d'une boîte de vitesses séparée située à l'avant du moteur.
D'autres applications à quatre roues motrices incluent :
- 1979-2002 Volkswagen Vanagon/Caravelle Syncro Edition - moteur arrière, boîte-pont à l'avant ;
- 1984-1986 Ford RS200 – moteur central, avec boîte de vitesses à l'avant ;
- 1989-2001 Mitsubishi 3000GT - moteur avant, boîte de vitesses (transmission, différentiel avant et central) à l'avant ;
- 2007–sur Nissan GT-R – moteur avant, boîte de vitesses à l'arrière.
- FerrariFF 2011-2016

## Voir également
- Système de synergie hybride
- Groupe motopropulseur
- Transmission
- Boîte de transfert